# Celal Bayar
Mahmut Celal Bayar (Umurbey, Bursa, 1883. május 16. – Isztambul, 1986. augusztus 22.) török politikus, a Török Köztársaság harmadik köztársasági elnöke. A manisai egyetem viseli ma a nevét.

## Élete
Apja, Abdullah Fehmi Efendi iskolaigazgató volt Bulgáriában, a család az 1877-78-as orosz-török háború idején költözött Bursába. Mahmut Celal a család harmadik fia volt, két bátyja korán meghalt. Iskoláit apja mellett végezte, majd először Gemlikben a bíróságon, később a bursai Ziraat Bankban kezdett el dolgozni, mellette pedig textilipari tanulmányokat folytatott, a College Français de L'Assomption iskolában pedig franciául tanult.
1903-ban nősült, felesége Reside Hanım volt. Első gyermeke, Refi, egy évvel később született. 1905-ben sikeresen átment a Deutsche Orient Bank felvételi vizsgáján és hamarosan már vezető beosztásban dolgozott. 1907-ben belépett az ifjútörök Egység és Haladás Mozgalmába.
Manisai képviselőként részt vett az utolsó oszmán országgyűlésen, majd miután a szultán feloszlatta azt, Kemal Atatürk meghívására Ankarába utazott az első török parlament ülésére. 1921-ben, a török függetlenségi háború idején az ankarai parlament gazdasági miniszterré választotta. 1924-ben a Közmunka és Lakásügyi Minisztérium élére került. Atatürk kérésére lemondott és megalapította a köztársaság első bankját, a Türkiye İş Bankasıt. 1932 és 1937 között újra gazdasági miniszter volt. 1934-ben, a vezetéknév-törvény bevezetésekor Atatürk adta neki a Bayar vezetéknevet. 1937 és 1939 között miniszterelnökeként tevékenykedett, majd 1945-ig İzmirt képviselte a parlamentben.
1945-ben Bayar három társával együtt kezdeményezte a többpártrendszer bevezetését, amiért a Köztársasági Néppárt kizárta őket soraiból. 1946-ban Bayar megalapította a Demokrata Pártot. 1950-ben, az első szabad választásokon pártja szerezte meg a győzelmet, május 22-én Bayart köztársasági elnökké választották.
1960-ban a katonai puccs után a katonai junta letartóztatta, majd halálra ítélte. Életkora miatt a halálbüntetést életfogytiglani börtönre változtatták, és Bayart a kayseri börtönbe küldték, ahonnan 1964-ben betegsége miatt kiengedték. Ezután már nem vett részt aktívan a politikai életben, bár tanácsát többször is kikérték a politikusok.
Celal Bayarnak három gyermeke született, Refi, Turgut és Nilüfer. Bayar hosszú élete során megérte még déd- és ükunokái születését. 1986. augusztus 22-én hunyt el Isztambulban. Szülőfalujában helyezték végső nyugalomra.